# Якобсон, Герман
Герман Якобсон (1879—1933) — немецкий ученый-языковед и филолог. 

## Биография
Герман Якобсон родился в еврейской семье банкира Морица Якобсона. Изучал классическую филологию и индогерманистику во Фрайбурге, Берлине и Гёттингене, защищался в Гёттингене ("Вопросы стихосложения и грамматики у Плавта", 1904) и Мюнхене ("Тип аориста ãlto и вдохновение у Гомера", 1908). 
С 1911 года экстраординарный, с 1922 года ординарный профессор сравнительного языкознания в Марбурге. 
В годы Первой мировой войны работал переводчиком в лагере военнопленных Нидерцверен под Касселем (ныне в городской черте), где изучал в том числе русский, карельский и эстонский языки, знакомился с вопросами русской и украинской истории и политики, выступал с докладами на эти темы. Позиция Якобсона по украинскому вопросу была раскритикована видным деятелем украинского движения Евгением Левицким.  
С 1928 года — декан филологического факультета Марбургского университета. Руководил подготовкой Лингвистического атласа Германии. 
Был членом Немецкой демократической партии. 
25 апреля 1933 года, в соответствии с новым законом об увольнении евреев из государственных учреждений, был лишён своего поста и профессорского звания. 
Через два дня покончил с собой, бросившись под поезд на Южном вокзале Марбурга. 
Две сестры Якобсона погибли во время Холокоста. Сын, Гельмут Якобсон (1906-1994) — пионер египтологии в Марбургском университете. 